# Platymiscium gracile
Platymiscium gracile é uma espécie vegetal da família Fabaceae.
Apenas pode ser encontrada no Peru.